# Larkfield
Larkfield är en ort i grevskapet Kent i sydöstra England. Orten ligger i distriktet Tonbridge and Malling, cirka 2,5 kilometer öster om West Malling och cirka 6 kilometer nordväst om Maidstone. Larkfield hade 9 221 invånare vid folkräkningen år 2021.